# Lucie Švancerová
Lucie Švancerová (* 3. August 1986) ist eine tschechische Skeletonpilotin.
Lucie Švancerová lebt in Šternberk und betreibt seit 2006 Skeleton. Seit 2006 gehört sie auch dem Nationalkader Tschechiens an. Noch im Dezember des Jahres bestritt sie in Königssee ihr erstes Skeleton-Europacup-Rennen und belegte den 14. Platz. Das folgende Rennen war die Skeleton-Europameisterschaft im Februar 2007 in Königssee, bei der Švancerová 16. wurde. Im Dezember 2007 rückte die Tschechin in den neu geschaffenen Skeleton-Intercontinental-Cup auf und belegte in ihrem ersten Rennen in der nun zweithöchsten Skeleton-Rennserie in Cesana Pariol den 17. Platz. Bei der Junioren-Weltmeisterschaft 2008 kam sie auf den 24. Platz.